# Деніс Ланґаскенс
Деніс Ланґаскенс (нар. 20 вересня 1966) — колишній бельгійський тенісист.
Найвищу одиночну позицію світового рейтингу — 334 місце досяг 7 листопада 1988, парну — 157 місце — 28 серпня 1989 року.
Завершив кар'єру 1990 року.

## Титули на челленджерах

### Парний розряд: (3)
| Ранг | Рік  | Турнір             | Покриття | Партнер        | Суперники                           | Рахунок  |
| ---- | ---- | ------------------ | -------- | -------------- | ----------------------------------- | -------- |
| 1.   | 1988 | Будапешт, Угорщина | Ґрунт    | Едуардо Массо  | Петер Бастіансен Петер Флінтсе      | 6–4, 7–5 |
| 2.   | 1989 | Knokke, Бельгія    | Ґрунт    | Ксав'є Дофресн | Карел Демейнк Лібор Пімек           | 7–5, 6–2 |
| 3.   | 1989 | Лан, Бельгія       | Ґрунт    | Ксав'є Дофресн | Пер Генрікссон Срінівасан Васудеван | 6–4, 6–2 |